# Swisttal
Swisttal est une commune d'Allemagne dans l'arrondissement de Rhin-Sieg, en Rhénanie-du-Nord-Westphalie, à environ 40 km de Cologne, 17 km de Bonn et 80 km d'Aix-la-Chapelle. Sa population est d'environ 19.600 habitants. L'administration communale se trouve à Ludendorf. Le ruisseau qui traverse Swisttal s'appelle "Swist" et est la source pour la dénomination de la commune.
La commune de Swisttal est constituée des dix villages suivants (classement selon le nombre d'habitants) :
- Heimerzheim (6.495)
- Odendorf (4.145)
- Buschhoven (3.299)
- Morenhoven (1.790)
- Miel (1.030)
- Ollheim (767)
- Ludendorf (626)
- Straßfeld (545)
- Dünstekoven (541)
- Essig (362)

ainsi que les hameaux Hohn, Mömerzheim, Vershoven et Müttinghoven.

## Histoire
La commune a été créée le 1er août 1969 dans le cadre d'un regroupement communal en Rhénanie-du-Nord-Westphalie. Les communes Buschhoven, Essig, Heimerzheim, Ludendorf, Miel, Morenhoven, Odendorf et Ollheim, jusque là indépendantes, ainsi que la commune Straßfeld issue du arrondissement Euskirchen, ont été dissous. Leur administration s'est fondue dans celle de la nouvelle commune Swisttal. Le nom "Swisttal" a été imaginé en référence à Wuppertal y décrit la position des agglomérations dans la zone d'influence du ruisseau "Swist" comme source d'inspiration pour la nouvelle dénomination.
La commune n'a guère une identité comme un seul lieu. D'une part, les agglomérations sont partiellement éloignées à beaucoup de kilomètres sans construction. D'autre partie, il est vrai qu'il existe des liens historiques entre quelques des agglomérations mais entre d'autres, ils sont très faibles ou inexistants. En plus, les habitants - en dépendance de leur domicile - se sont toujours orientés vers les villes environnantes, par exemple Euskirchen, Rheinbach, Bonn ou même Cologne. Cela n'a pas changé jusqu'à aujourd'hui ; hormis l'administration communale, les agglomérations ont conservé leur autonomie et leur individualité.

## Politique

### Conseil municipal
- CDU 18 sièges (−2)
- SPD 10 sièges (+2)
- Bürger für Swisttal 7 sièges (+7)
- GRÜNE 5 sièges (+0)
- FDP 2 sièges (−3)

Élections communales: 25.05.2014

### La maire
Depuis septembre 2015, la juriste Petra Kalkbrenner est la maire de la commune Swisttal avec 52,75 % des votes. Sa concurrente Gisela Hein a gagné 47,25 %. La participation électorale se totalise à 50,1 %.

### Blason
Le croix à gauche indique l'appartenance de six des agglomérations au Électorat de Cologne, les barres à carreaux ont leur origine dans le blason des maires de Tomberg régnant sur les autres. Le blason de la commune et le blason ancien de l'administration de Ludendorf.
Les villages on tous des propres blasons historiques.

### Jumelages
Cette conurbation, principalement représentée par Buschhoven (env. 3 000 habitats) est jumelée depuis 1990 avec la commune française de Quesnoy-sur-Deûle. En avril, puis en octobre 2015, les deux villes partenaires ont fêté, en France, puis en Allemagne, le vingt-cinquième anniversaire,de leur jumelage.

## Personnalités liées à la commune
- Philipp Melanchthon (1497–1560), rédigeait ensemble avec Martin Bucer (1491–1551) dans le château entouré d'eau de Buschhoven 1543 deux écrits réformatoires.
- Georg Freiherr von Boeselager (1915–1944), officier et résistant pendant la Seconde Guerre mondiale
- Philipp Freiherr von Boeselager (1917–2008), officier et résistant pendant la Seconde Guerre mondiale
- Friedrich Nowottny (* 1929), journaliste, ancien directeur du Westdeutschen Rundfunks, habite à Buschhoven
- Helmuth Prieß (1939–2012), officier, cofondateur de la commission Darmstädter Signal, homme politique (SPD), habitait à Heimerzheim
- Ilka Freifrau von Boeselager (* 1944), femme politique (CDU), habite à Heimerzheim
- Pius Heinz (* 1989), joueur de poker, gagnant du World Series of Poker (WSOP) 2011, né à Odendorf
- Klaus-Peter Stieglitz (* 1947), général de corps d'armée E.R. chez la Luftwaffe de la Bundeswehr et 13. inspecteur de l'armée de l'air, habite à Heimerzheim
- Bert Wollersheim (* 1951), tenancier des maisons close, grandit à Heimerzheim

| Ville | Ville             | Pays | Pays   | Période     |
| ----- | ----------------- | ---- | ------ | ----------- |
|       | Quesnoy-sur-Deûle |      | France | depuis 1990 |